# Dzsocsi
Dzsocsi (1181 körül – 1227 februárja) Dzsingisz kán legidősebb fia volt. Részt vett apja hadjárataiban, de hadvezérként önálló hadjáratokkal is megbízta Dzsingisz kán. Apjától a kunok területét kapta kormányzati területként, amelyet azonban korai halála miatt fiának, Batu kánnak kellett végül meghódítania.

## Születése
Dzsocsi Dzsingisz kánnak – akkor még Temüdzsinnek – és főfeleségének, Börtének a legidősebb fiaként született nem sokkal azután, hogy Temüdzsin kiszabadította feleségét a merkitek fogságából. Nevének jelentése a mongol dzsocsi („vendég, váratlan jövevény”) születésének körülményeire utal. Rasíd ad-Dín szerint Börte már terhesen került a merkitek fogságába, és Dzsingisz kán is elfogadta őt fiának, azonban a szóbeszéd szerint a merkiteknél fogant. Ezt a szóbeszédet öccsei, Csagatáj és Ögödej is kihasználták, amikor a hatalommegosztásról és az öröklésről vitatkoztak egymással. Csagatáj A mongolok titkos története szerint így fogalmazott:

„Hogyan tűrhetnénk, hogy ez a merkit nemzetségből való pusztai fattyú kormányozzon bennünket?”

## Élete
1207-ben Dzsingisz kán Dzsocsit küldte az „erdei népek” – a mongol nyelvű ojrátok és burjátok, a török nyelvű kirgizek és mások – meghódítására a mai Mongólia északi részére és a Jenyiszej felső folyásához.
Részt vett a Hvárezmi Birodalom ellen 1219-ben induló hadjáratban, amelynek során 1221 az ő valamint Csagatáj és Ögödej serege vette be Ürgencset, a hvárezmi fővárost.
Fél évvel atyja halála előtt halt meg, így a neki szánt kormányzati területet végül fiának, Batunak kellett meghódítania egy évtizeddel később a tatárjárás során. Ez a terület a kunok országa – az arab-perzsa forrásokban Desti Kipcsak („kipcsak puszta”) – volt, amelyik az Irtis felső folyásától a Dunáig terjedt. Az ezen a területen létrejövő Arany Hordát a középkori források gyakran Dzsocsi uluszának, azaz országának nevezték.

## Családja
Rasíd ad-Dín szerint Dzsocsinak 40 gyermeke született, akik közül 14-et említ név szerint.
- Orda kán, a Fehér Horda kánja
- Batu kán, a Kék Horda és egyben az egész Arany Horda kánja
- Berke kán, az Arany Horda kánja
- Berkecsár
- Sejbán
- Tangut